# Ning Ying
Ning Ying (xinès simplificat: 宁瀛) (Shaanxi 1959 -) guionista, documentalista, productora i directora de cinema xinesa. Forma part de l'anomenada "Cinquena Generació" de cineastes xinesos. A Ning se l'ha considerat la cronista cinematogràfica de Pequín, com ho va ser la directora Peng Xiaolian de Xangai.

## Biografia
Ning Ying va néixer el 23 d'octubre de 1959 a Shaanxi (Xina). Els seus primers estudis van ser de música, i inicialment volia fer la carrera de violinista, però per un defecte en un dit ni va poder progressar.Després de la Revolució Cultural va poder entrar a l'Acadèmia de Cinema de Pequín on va coincidir amb futurs directors com Chen Kaige, Li Shoahong i Zhang Yimou.

### Formació a Itàlia
Es va graduar el 1982, any en què va obtenir una beca per anar a estudiar a Itàlia, al Centre Experimental de Cinematografia de Roma.
A Itàlia va descobrir el cinema de Luchino Visconti i Fellini i el seu professor, el director Gianni Amelio li va presentar a Bernardo Bertolucci, amb qui va poder col·laborar més tard durant el rodatge de "L'ultim emperador." L'any 2005 va rebre l'Orde al Mèrit de la República Italiana.

### Carrera com a cineasta
Després de treballar com ajudant de direcció amb Li Shaohong, va fer el seu debut com a directora el 1990 amb un llargmetratge de comèdia anomenat Somebody Loves Just Me (有人偏偏爱上我).
Es especialment coneguda per la seva trilogia sobre temes relacionats amb la ciutat de Pequín: For Fun (找乐) (1992), On the Beat (民警故事) (1995) i I Love Beijing (夏日暖洋洋) (2000). S'hi mostren els canvis profunds que van experimentar els xinesos corrents durant les reformes postmaoistes: en un breu període de deu anys, Pequín, així com la resta del país, va experimentar unes transformacions sorprenents.
For Fun tracta de jubilats que intenten muntar un grup d'òpera de Pequín; On the Beat és una pel·lícula policial en què el policia Yang (杨) rep l'ordre d'exterminar tots els gossos del barri, i descobreix que el sistema social és l'enemic; I Love Beijing segueix la vida i els amors d'un jove taxista. La seva narració semi-documental, l'ús d'actors majoritàriament aficionats i la seva tècnica adequada dibuixen una imatge realista del Pequín contemporani de la gent normal. La seva combinació de crítica social i enginy s'ha convertit en un segell distintiu de l'art de Ning Ying com a cineasta, guionista i editora, i la converteix en una directora única de la "cinquena generació”.

## Filmografia
| Any  | Títol anglès                   | Títol xinès    | Notes |
| 1990 | Someone Loves Just Me          | 有人偏偏爱上我 | Considerada com un "remake" de "Some like it hot", de Billy Wilder. Pel·lícula de 1959 protagonitzada per Marilyn Monroe. |
| 1992 | For Fun                        | 找乐           | El 1993 va guanyar el Montgolfière d'or, premi atorgat pel jurat del Festival dels Tres Continents de Nantes. El 1993 va guanyar el Premi Esukalmedia per Nous Realitzadors del 57è Festival Internacional de Cinema de Sant Sebastià i el Premi d'or per nous realitzadors del 6è Festival Internacional de Cinema de Tòquio. Programada per la 44è edició de novembre de 2022 del Festival des 3 continents Presentada en la secció Panorama de la 2a Mostra Internacional de Films de Dones de Barcelona del 1994. |
| 1995 | On the beat (o Police Story)   | 民警故事       | |
| 1996 | Turín                          | 都灵           | Documental de 12' |
| 2001 | I Love Beijing / Taxi a Pequín | 夏日暖洋洋     | |
| 2001 | In our own words               | 让孩子们自己说 | Documental de 30 |
| 2002 | Railroad of Hope               | 希望之旅       | Va guanyar el Gran Premi del Festival Cinéma du Réel. |
| 2003 | Looking for a job in the city  | 进城打工       | |
| 2005 | Perpetual Motion               | 无穷动         | Amb guió de l'escriptora i cantant Liu Sola, va participar en la 62è Mostra Internacional de Cinema de Venècia del 2005 en la secció Horitzons. |
| 2010 | Double Life (Face A, face B)   | A面B面         | |
| 2010 | Kung Fu Hero                   | 功夫侠         | |
| 2010 | Unworldly                      | 天上人         | |
| 2010 | Temple of Heaven               | 天坛           | Film experimental de 2' |
| 2013 | Police Diary                   | 警察日记       | International Premiere at the 2013 Tokyo International Film Festival |
| 2015 | Romance Out of the Blue        | 浪漫天降       | |